# ذا تاب
ذا تاب (بالإنجليزية: The Tab)‏ هو موقع إخباري للشباب تم نشره بواسطة تاب ميديا المحدودة. وقد تم إطلاقه في جامعة كامبريدج وتم توسيعه منذ ذلك الحين ليشمل أكثر من 80 جامعة في المملكة المتحدة والولايات المتحدة.